# چلارس
چلارس، روستایی از توابع بخش مرکزی شهرستان املش در استان گیلان ایران است.
روستای چلارس یکی از معدود روستاهایی است که هنوز هم بافت معماری قدیم درآن یافت می‌شود.
در این روستا امام زاده‌ای به نام «آقا سید نصیر» از برادران امام رضا (ع) وجود دارد که مزار این امام زاده با نقاشی‌های قدیمی و تاریخی نقش گرفته و جزو آثار تاریخی می‌باشد. این امام‌زاده در کنار مسجدِ همین محل قرار دارد و مورد احترام مردم این منطقه است.

## جمعیت

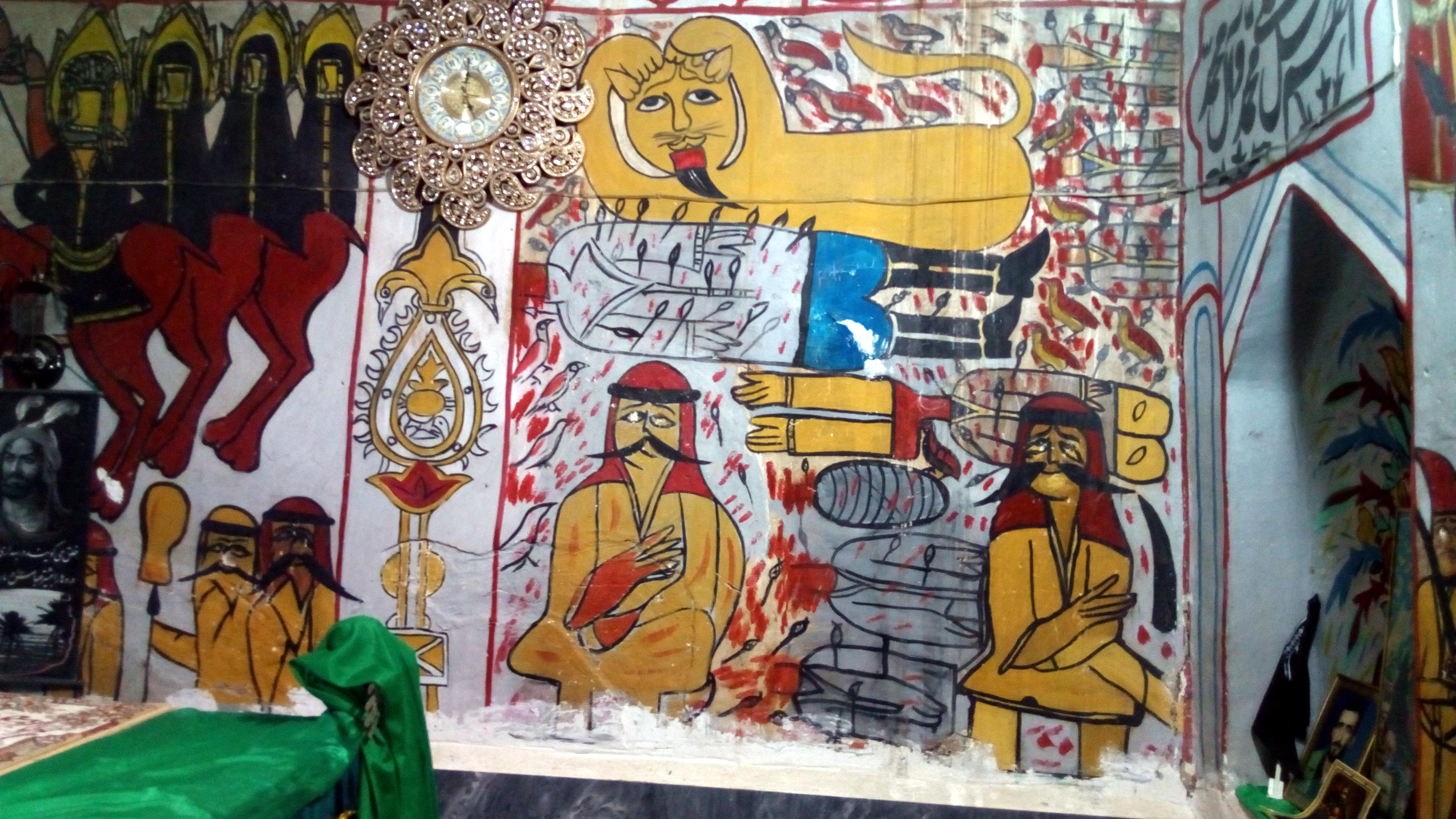
نقاشی‌های درون بقعهٔ آقا سید نصیر.

این روستا در دهستان املش شمالی قرار دارد و براساس سرشماری مرکز آمار ایران در سال ۱۳۸۵، جمعیت آن ۴۱۴ نفر (۱۱۱خانوار) بوده‌است.